# Ленкорань
Ленкорань (азерб. Lənkəran, тал. Lankon) — місто республіканського підпорядкування в Азербайджані.
Ленкоранський район як адміністративно-територіальна одиниця утворений 8 серпня 1930 року. Територія району становить 1539 км². У районі є 2 міста, 7 селищ і 85 сіл. Від Баку до центру району - 268 км. У 1990-х район ліквідований, територія включена до міськради.

## Історія

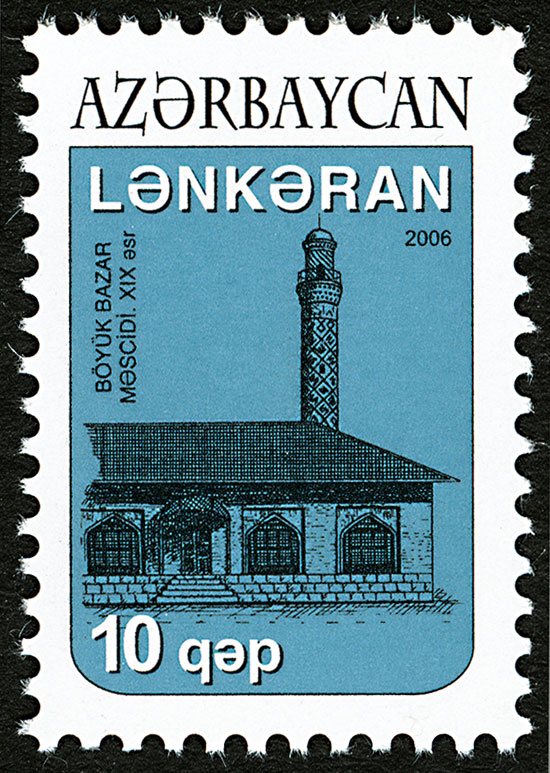
Ленкорань на марці Азербайджану 2006

- Ленкорань є одним зі стародавніх населених пунктів на території Азербайджану. Розкопки, проведені на території району підтверджують факт існування тут поселень людей ще з бронзової доби, тобто у 3-2 тисячоліттях до нашої ери. Місто засновано у X століття до н.е. Вигідне економіко-географічне розташування, чарівна природа, стосунки з великими державами стародавнього світу, що були розташовані на основних караванних шляхах, що пов’язували захід зі сходом, а також розташування на березі Каспійського моря значно прискорило розвиток міста. Починаючи з 1743 року Ленкорань перетворився на центральне місто Талиського ханату.
- Маючи плодовиті ґрунти, достатні ресурси та помірний клімат, населення Ленкорані займалось землеробством, тваринництвом, садівництвом, рибальством, шовківництвом, бджільництвом, полюванням. Одночасно розвинені такі ремесла: виготовлення мідних виробів, гончарна справа тощо. Важливу роль у економічному розвитку Ленкоранського ханства відіграла торгівля. Було створено торгові відносини з іранськими містами, Туреччиною, Росією, державами Середньої Азії, Китаєм, Індією й іншими країнами. Після приєднання північного Азербайджану до Росії Ленкорань перетворилась на одне з міст Російської імперії. У місті були створені заводи з виготовлення черепиці, цегли.
- Окрім того вироблявся цукор із цукрової тростини, промислові підприємства виробляли рибні продукти. У XVIII—XIX століттях Ленкорань експортувала рис, льон, шовк, овочі й рибні продукти. Ці продукти в основному експортувались до Росії. Торгові відносини із Росією відіграли важливу роль у розвитку промисловості, освіти й охорони здоров’я міста.

## Географія
Ленкорань розташована на південному сході республіки у вигідних фізико-географічних умовах. Територія Ленкорані розмежована на півночі Куро-Араксинською низовиною, а на південному сході - Каспійським морем. З територіальної точки зору Ленкорань оточена районами Астара, Масалли, Лерік і Нефтчала. За рельєфом територія в основному рівнинна, є незначна гірська частина (Талиш) та звужується у бік півдня. Ленкоранська (Талиська) низовина розташована на 28 м нижче рівня океану на березі Каспію, а на схилах гір район досягає висоти 200 м.

### Клімат
Місто знаходиться у зоні, котра характеризується середземноморським кліматом. Найтепліший місяць — липень із середньою температурою 25 °C (77 °F). Найхолодніший місяць — січень, із середньою температурою 3.3 °С (38 °F).
| Клімат Ленкорані        | Клімат Ленкорані | Клімат Ленкорані | Клімат Ленкорані | Клімат Ленкорані | Клімат Ленкорані | Клімат Ленкорані | Клімат Ленкорані | Клімат Ленкорані | Клімат Ленкорані | Клімат Ленкорані | Клімат Ленкорані | Клімат Ленкорані | Клімат Ленкорані |
| Показник                | Січ.             | Лют.             | Бер.             | Квіт.            | Трав.            | Черв.            | Лип.             | Серп.            | Вер.             | Жовт.            | Лист.            | Груд.            | Рік              |
| Абсолютний максимум, °C | 26               | 26               | 28               | 28               | 33               | 36               | 37               | 36               | 33               | 32               | 32               | 25               | 37               |
| Середній максимум, °C   | 6                | 7                | 10               | 15               | 22               | 27               | 30               | 29               | 25               | 20               | 13               | 9                | 18               |
| Середня температура, °C | 3                | 4                | 7                | 11               | 17               | 22               | 25               | 24               | 21               | 16               | 10               | 6                | 14               |
| Середній мінімум, °C    | 0                | 1                | 4                | 8                | 13               | 17               | 20               | 20               | 17               | 12               | 7                | 3                | 10               |
| Абсолютний мінімум, °C  | −15              | −12              | −7               | −2               | 5                | 7                | 10               | 12               | 7                | 1                | −3               | −13              | −15              |
| Норма опадів, мм        | 60               | 50               | 110              | 60               | 10               | 80               | 20               | 50               | 190              | 230              | 140              | 60               | 1130             |
| Днів з дощем            | 7                | 7                | 11               | 10               | 6                | 4                | 2                | 3                | 10               | 11               | 9                | 7                | 93               |
| Вологість повітря, %    | 86               | 86               | 87               | 83               | 79               | 75               | 71               | 75               | 83               | 88               | 90               | 89               | 83               |
| ----------------------- | ---------------- | ---------------- | ---------------- | ---------------- | ---------------- | ---------------- | ---------------- | ---------------- | ---------------- | ---------------- | ---------------- | ---------------- | ---------------- |
| Джерело: Weatherbase    |                  |                  |                  |                  |                  |                  |                  |                  |                  |                  |                  |                  |                  |

### Річки
- Ленкорань відрізняється від інших регіонів Азербайджану щільністю річкових мереж. Великі річки Ленкорані, такі як Ленкорань чай, Вазару чай, Башару чай, Веравул чай, Боладі чай тощо утворюються від дощових і талих вод та впадають до Каспійського моря. Ці річки навесні й восени повноводні. Щоб використовувати річкові води з метою зрошення, зведено Ханбуланське водосховище й низку зрошувальних мереж.

### Природні ресурси
- Ленкорань багата на природні ресурси. Територія району вкрита кругляком, піском і глиною, а також на березі моря осадами мушлі морських молюсків, у горах Талишу розповсюджені вулканічні гірські породи. В районі є джерела різних мінеральних і термальних вод, які використовують з лікувальною метою.
- На території району знаходяться такі типи ґрунтів: червоний, жовтий, жовто-підзолистий й болотяний ґрунти.
- На території Ленкорані є 22675 гектарів природної ділянки лісу й 850 гектарів, що не входять у фонд, складають дерева й чагарникові рослини, занесені до «Червоної книги». Ліс має багатий рослинний покрив. Відомі своєю багатою флорою і фауною Гірканський Національний Парк (Hyrcan) та заповідник Гизилагадж, є багатими природними музеями Ленкорані.

У вивчення природи Ленкорані вагомий внесок зробив вчений-зоолог Д.В. Знойко.

## Населення

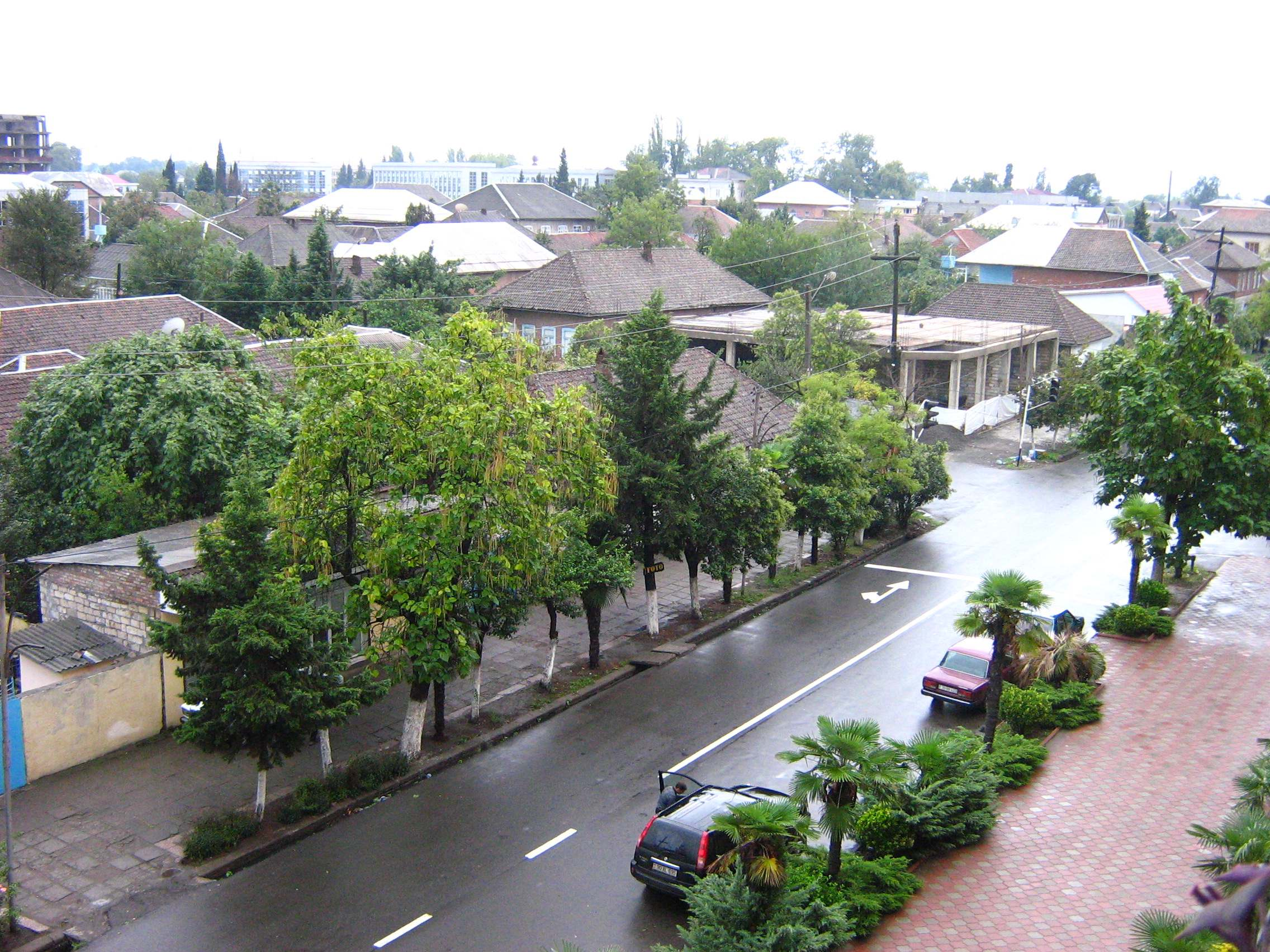
Вулиця у Ленкорані

Станом на липень 2008 року населення району становило 203 200 чоловік. З них 83 100 чоловік живуть у містах, селищах, 120 100 чоловік - у селах. Щільність населення на км² становить 131,5 чоловік і це на 40 % більше середніх показників країни. 49 % із загальної кількості населення складають жінки, а 51% - чоловіки. Чисельність населення зростає в основному за рахунок природного приросту.
У Ленкорані є багато трудових ресурсів. Число населення, що працює, становить 93.000 чоловік (76,3 %). 4,2 % зайнято у промисловості та на будівництві, 72,8 % - у сільському господарстві, а 23 % - в інших виробничих і службових галузях. В районі проживає 1300 біженців та вимушених переселенців.

## Економіка

### Сільське господарство
Багаті й вигідні кліматичні умови Ленкорані дають можливість розвитку різних галузей сільського господарства. 26,6 тисяч гектарів території району придатні для сільського господарства. Основу сільського господарства складають вирощування овочів, чаю, рису, скотарство, вирощування цитрусових та зернових.

#### Вирощування рису
- Один з найдавніших традиційних посівних видів Ленкоранського району рис, поряд із високими показниками врожайності, позитивно впливає й на розвиток фауни в районі.
- У Ленкорані вирощують відомі сорти рису, такі як «Чілом», «Седрі», «Анбарбу», а на зональній дослідній станції проводяться наукові досліди для виведення нових найкращих сортів рису.

#### Вирощування чаю

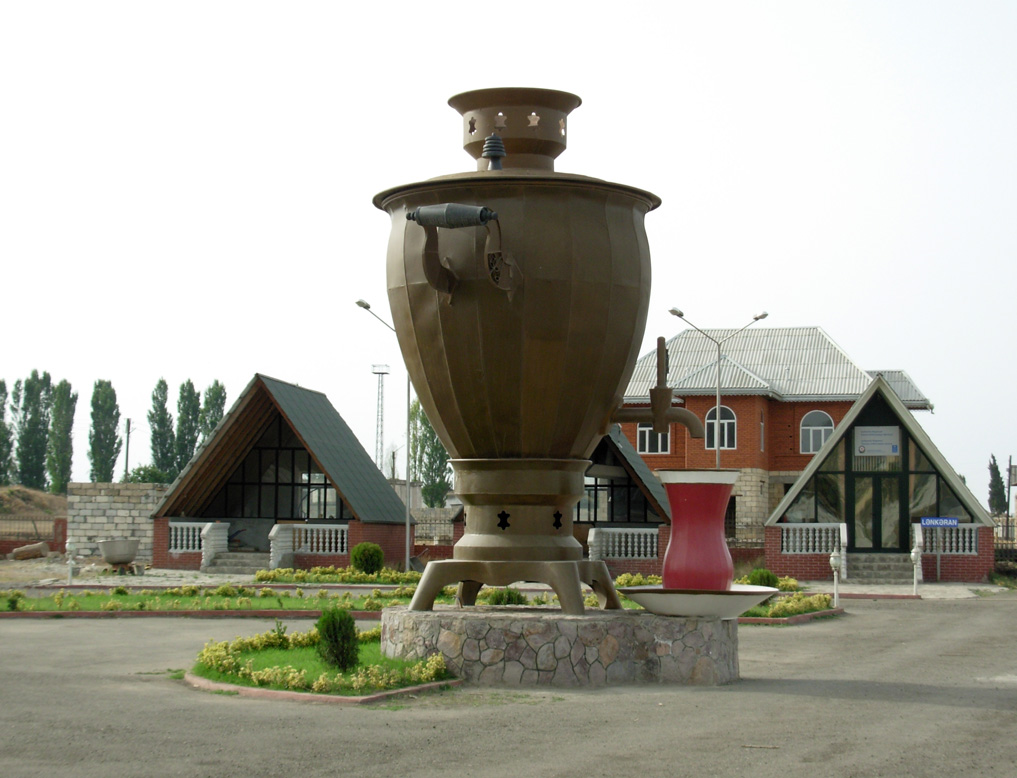
Самовар у Ленкорані

- Найрозповсюдженішим напоєм у світі є чай, і щороку зростає потреба у ньому. В районі існує 992 га плантацій чаю. Ці плантації обробляються фермерами. Обробкою чаю в районі зайняті 5 фабрик з переробки і одна з фасування чаю.

#### Вирощування цитрусових
- У сільському господарстві Ленкорані вирощування цитрусових та субтропічних плодів займає особливе місце й не випадково, що Ленкорань називають краєм цитрусових рослин, таких як апельсини, мандарини, лимони, кінкан тощо. В районі також ростуть лавр, тунг, евкаліпт і бамбук.
- У районі проводяться роботи, спрямовані на відновлення 300 га садових ділянок з вирощування цитрусових та субтропічних плодів, а також на розбивку нових садів.

#### Вирощування овочів
- Починаючи з 1964 року район почав спеціалізуватись на вирощуванні овочів. Це відіграло важливу роль в економіці району й у 1969 році Ленкорань стала «Всесоюзним містом овочів». У 1980 році виробництво овочів склало понад 200 тис. т. Після розпаду СРСР і припинення економічних зв’язків рівень виробництва овочів різко знизився.

### Тваринництво
- Однією з провідних сільськогосподарських галузей району є тваринництво. На 1 січня 2004 року в районі було 60.362 голів крупної та дрібної рогатої худоби.
- Ленкоранський район цілком забезпечує себе соковитими і грубими кормами за рахунок внутрішніх можливостей. Разом з тим існує велика потреба району у сучасній техніці й обладнанні з виробництва кормів.

### Рибальство
- Рибальство займає важливе місце в економіці району. В районі діють 3 рибних господарства й одне риборозвідне господарство. За виділеним лімітом у рибному господарстві Каспійського моря в основному виловлюють: севрюгу, осетра, білугу, з лускових риб — воблу, сазанів, кутумів, коропів, жерехів, чорноспинок, щуку, оселедця й кефаль.
- В районі проводяться роботи із розмноження риби у штучних водоймах.

### Бджільництво
- За підрахунками вчених у районі є кормові бази для утримання 10.000 бджолиних сімей. Є потреба в інвестиціях для розвитку цієї галузі.
- Розвитку бджільництва у районі приділяється значна увага. У цій галузі розроблено 2 проекти, що перемогли на конкурсі та для їх реалізації Європейський союз виділив гранти на суму 18 000 євро.

### Промисловість
- У Ленкоранському районі зареєстровано 56 промислових підприємств й нині 37 з них функціонують. 95,7 % районної промисловості складає харчова промисловість.

### Банки й фінансові установи
- Для розвитку підприємництва з метою вдосконалення фінансового ринку були відкриті філії 8 банків. В районі функціонують філії: Національного Банку, Міжнародного Банку Азербайджану, Амрах Банку, Банку Зв’язку, Банку Стандарт, Ата-Банку, Банку Мікрокредитування, Банку «Республіка», Залізничний Банк Азербайджану й Агро-Кредитного Банку.
- Основною метою цих філій є залучення грошових коштів з юридичних та фізичних осіб до депозиту, повернення цих коштів терміновим і процентним шляхом назад, відкриття рахунків для фізичних та юридичних осіб та їх ведення, виділення для них кредитів всередині та поза республікою, проведення переказів коштів. Ці філії забезпечують населення пенсією та компенсацією, впроваджують у життя банківські послуги.

## Освіта
- У Ленкорані функціонують 88 загальноосвітніх шкіл, 53 дошкільні заклади, 6 позашкільних виховних закладів, Ленкоранський державний гуманітарний коледж, Медична школа та Ленкоранський державний університет. З 88 загальноосвітніх шкіл — 72 середні, 14 — неповні середні та 2 початкові.
- У Ленкорані також діють гімназія та спецінтернат.
- З 3907 вчителів, що працюють у загальноосвітніх школах, 2382 мають вищу освіту, 4 мають звання «Заслужений вчитель» Республіки. 80 чоловік нагороджені різними орденами й медалями, понад 100 чоловік мають вищу категорію, 75 чоловік є Відмінниками освіти Азербайджанської Республіки, 17 осіб - Відмінники освіти СРСР.

## Охорона здоров’я
- Ленкоранська ЦРЛ створена у 1920 році. У той час лікарня була розрахована на 40-50 ліжок, розташовувалась у двоповерховій будівлі й мала родове відділення. Були палати для хворих на туберкульоз та інфекційні хвороби. У 1920—1939 роках вона мала назву Ленкоранської губернської лікарні.
- У 1930—1940 роках лікарню було перейменовано на міжрайонну. Кількість ліжок була збільшена до 100 й були відкриті шкірно-венерологічний, офтальмологічний, отоларингологічний і стоматологічний кабінети. У 1946 році число ліжок досягло 150, а у 1966 році їх стало 200 й було створено різні види медичного обслуговування. У 1984 році Ленкоранська ЦРЛ була переселена до будівлі, зведеної за новим спеціальним типовим проектом на 620 ліжок. Разом у районі кількість ліжок доведено до 1326.
- Також у Ленкоранському районі функціонують: «Оздоровчий центр», «Дитячий оздоровчий центр», дитяча лікарня, станція «Швидкої допомоги», стоматологічна поліклініка, шкірно-венерологічна, наркологічна, психо-неврологічна, онкологічна, хвороби легенів диспансери, епідеміологічні та гігієнічні центри, приватизований діагностичний центр «Чінар.
- Охороною здоров’я Ленкоранського населення зайняті 360 лікарів різних спеціальностей і 920 чоловік середнього медичного персоналу. У 1998 році на підставі наказу № 72 від 28.04.98 Міністерства охорони здоров’я Республіки «Про переформування Ленкоранської ЦРЛ та про утворення центру здоров’я» в Ленкорані упроваджено в життя програму реформ у сфері медичного обслуговування.

## Культура
- У Ленкорані функціонують: 2 музеї, Драматичний театр, 10 бібліотек, 87 культурних організацій, 2 дитячі музичні і школа живопису, картинна галерея, парк культури й відпочинку. На території Ленкорані є 20 археологічних пам’яток республіканського значення, 53 пам’ятки місцевого значення, 2 монументальних, 2 кам’яноскульптурних та 9 археологічних пам’яток місцевого значення.
- Найцікавіші історичні пам’ятки: Маяк, Даїраві гала (Темниця), мечеті на Великому й Малому базарах, німецька церква, єврейська синагога, будинок Мір Ахмед хана, фортеця Бяллябур, кладовище Сигин, гробниці Шейх Західа та Сеїд Халіфи, будинок-музей ім. Азі Асланова.

## Спорт
- У районі є 3 спортивні школи, 2 спортивних товариства, спортивний освітній центр, 4 спортклуби й 9 чинних федерацій.
- У Ленкорані 4 судді міжнародної категорії, 2 заслужених майстра спорту.
- Футбольна команда «Шилавар» грає у аматорській лізі, у зональних змаганнях республіканської першості стала переможницею й отримала путівку до фіналу.
- Збірна команда з волейболу посіла II місце у першій групі фінальних ігор.

## Відомі уродженці
- Етібар Алієв — Національний герой Азербайджану.
- Азі Асланов — генерал-майор, двічі Герой Радянського Союзу.
- Зафар Гулієв — заслужений майстер спорту Росії, борець греко-римського стилю (17 червня 1972)
- Ільхама Гулієва (1943-2016) — радянська та азербайджанська співачка.
- Самедбек Мехмандаров — генерал артилерії, військовий міністр Азербайджанської Демократичної Республіки (1919—1920).
- Хагігат Рзаєва — оперна, народна й естрадна співачка, Народна артистка Азербайджанської РСР (1943).
- Паша Тахмазов — Національний герой Азербайджану.
- Марія Титаренко — заслужена артистка Азербайджану.
- Ісмаїл Шабанов — Голова РГО «Талиська діаспора»
- Мір Абдульфат-хан Мір Рза хан-огли Талишинський (Агахан) (1885—1949) — азербайджанський лікар, український дипломат. Віце-консул Української Народної Республіки в Азербайджані.
- Сікорський Ігор Олексійович (1901-1970) - американський авіаційний конструктор українського походження.

## Міста-побратими
- Сієтл, США
- Франкфурт-на-Майні, Німеччина